# غريغ لورين
غريغ لورين (بالإنجليزية: Greg Lauren)‏ هو رسام وممثل أمريكي، ولد في 6 يناير 1970 بنيويورك في الولايات المتحدة.

## وصلات خارجية
- غريغ لورين على موقع IMDb (الإنجليزية)
- غريغ لورين على موقع قاعدة بيانات الفيلم (الإنجليزية)